# 22174 Allisonmae
22174 Allisonmae è un asteroide della fascia principale. Scoperto nel 2000, presenta un'orbita caratterizzata da un semiasse maggiore pari a 2,6084725 UA e da un'eccentricità di 0,0789884, inclinata di 7,43118° rispetto all'eclittica.